# Педер Конґшеуґ
Педер Конґшеуґ (13 серпня 2001 , Берген ) — норвезький ковзаняр, олімпійський чемпіон 2022 року.

## Олімпійські ігри
| Рік  | Місто        | 1500 метрів | Командна гонка |
| ---- | ------------ | ----------- | -------------- |
| 2022 | Пекін, Китай | 4           | 1              |